# Annaba
Annaba (arabisch عنابة, DMG ʿAnnāba, tamazight ⵄⴻⵏⵏⴰⴱⴰ Ɛennaba) ist eine Küstenstadt am Mittelmeer im äußersten Nordosten Algeriens mit etwa 207.000 Einwohnern (Stand: 2008). In der Antike lag hier die Stadt Hippo Regius. Die Araber nannten sie Beleb el-Anab und während der französischen Herrschaft 1830–1962 lautete der Name Bône. Annaba ist die Hauptstadt der gleichnamigen Provinz Annaba.
2004 waren an der Universität von Annaba etwa 40.000 Studenten immatrikuliert.

## Geographische Lage
Annaba liegt am westlichen Ende einer langgestreckten, mehr als 30 km langen Bucht und am Fuß des Djebel Edough, eines bis auf 1008 m ansteigenden Bergrückens, der zum Teil zum Nationalpark Edough erklärt wurde und dessen Ausläufer sich im Norden Annabas bis zum felsigen Cap de Garde erstrecken. Von Annaba sind es rund 100 Straßenkilometer zur tunesischen Grenze, 150 km nach Constantine und 585 km bis zur Hauptstadt Algier.
Die Ruinen des antiken Hippo bzw. Hippo Regius liegen am südlichen Rand der heutigen Stadt.

### Klima
|                       | Jan  | Feb  | Mär  | Apr  | Mai  | Jun  | Jul  | Aug  | Sep  | Okt  | Nov  | Dez   |   |       |
| Mittl. Tagesmax. (°C) | 16,3 | 16,8 | 18,6 | 20,5 | 23,7 | 27,5 | 30,5 | 31,3 | 28,9 | 25,9 | 20,8 | 17,6  | ⌀ | 23,2  |
| Mittl. Tagesmin. (°C) | 6,9  | 7    | 8,2  | 9,8  | 13   | 16,5 | 19   | 20   | 18,2 | 14,9 | 10,9 | 8,1   | ⌀ | 12,7  |
|                       |      |      |      |      |      |      |      |      |      |      |      |       |   |       |
| Niederschlag (mm)     | 98,5 | 76,6 | 61,2 | 64,1 | 38,3 | 14   | 3,1  | 8,2  | 37,5 | 64,8 | 98,4 | 110,8 | Σ | 675,5 |
|                       |      |      |      |      |      |      |      |      |      |      |      |       |   |       |
| Regentage (d)         | 14,5 | 12,2 | 11,4 | 11,2 | 8,2  | 4,2  | 1,4  | 2,8  | 6,9  | 9,5  | 14,5 | 14,6  | Σ | 111,4 |

| 6,9 |

| 7 |

| 8,2 |

| 9,8 |

| 13 |

| 16,5 |

| 19 |

| 20 |

| 18,2 |

| 14,9 |

| 10,9 |

| 8,1 |

| 6,9 |

| 7 |

| 8,2 |

| 9,8 |

| 13 |

| 16,5 |

| 19 |

| 20 |

| 18,2 |

| 14,9 |

| 10,9 |

| 8,1 |

## Geschichte

### Antike
Hippo Regius wurde als Hippo (phönik.: Ippo = „Festung“; spätlat.: Hippona; unter den Numidern: Hippo Regius), von Phönikern aus Tyros als Handelsniederlassung gegründet. Zur Zeit des 1. Punischen Krieges eroberte der Massylierherrscher Gala diese Kolonie, sein Sohn Masinissa machte sie 201 bis 149 v. Chr. zur Residenz der Numiderkönige (daher ihr Beiname Regius). 46 v. Chr. wurde Hippo Regius von den Römern eingenommen und bekam später den Rechtsstatus einer Kolonie. Der Handel in Hippo blühte: von hier (und Karthago) bezog Rom seine meisten afrikanischen Produkte. 391 kam Augustinus nach Hippo und wurde 396 katholischer Bischof von Hippo. Hier verfasste er seine umfangreichen Werke und entwickelte die für Jahrhunderte gültige Unterscheidung zwischen irdischem Staat und Gottesstaat (civitas terrena und civitas Dei). Augustinus von Hippo starb 430 während der Belagerung Hippos durch die Vandalen. Hippo zählte später zum Vandalenreich und dann zum Oströmischen Reich. 647 erstürmten muslimische Araber Hippo und zerstörten die Stadt bis auf die Grundmauern.

### Die muslimische und osmanische Stadt
Im 11. Jahrhundert gründeten die Araber einige Kilometer von den Ruinen des antiken Stadtzentrums entfernt die Stadt Beleb el-Anab, die sich zum heutigen Annaba entwickelte. Im Zuge der islamischen Expansion hatte die Bevölkerung den Islam angenommen. In osmanischer Zeit lag die Stadt im Beylik von Constantine. Die Bevölkerungsgruppe der Kuloğlu entstand aus der Verbindung von Janitscharen mit algerischen Frauen. Auch wenn ihnen in Algier die geborenen Türken höhere Verwaltungsfunktionen vorenthielten, gelang es mehreren Kuloğlu in Annaba, in hohe Positionen der Provinzverwaltung aufzusteigen.

### Die französische Kolonialzeit
1832 kam die Stadt als Bône unter französische Herrschaft (siehe auch Geschichte Algeriens), dabei floh ein Teil der einheimischen Bevölkerung. Die europäische Bevölkerung stieg von 1554 um 1835 auf 4030 um 1841. Der Stadtgouverneur Louis Monck d’Uzer stieg zum Großgrundbesitzer auf, indem er zwischen 1832 und 1836 Land im Umfang 2300 Hektar kaufte. Im Jahr 1896 hatte Annaba, das damalige Bône, 34.498 Einwohner, davon waren 12.011 Franzosen und 9978 waren weitere Europäer (meist Italiener, Spanier, Maltesen), zudem lebten 11.198 Muslime und 1311 Juden in der Stadt. 1900 wurde die Augustinusbasilika fertiggestellt. 1911 erschien die erste arabischsprachige Zeitung Algeriens in der Stadt, der L’Étendard algérien. Eine schmale algerisch-muslimische Bildungsschicht war auch in Bône entstanden, die die Europäer herablassend Évolués nannten.
1912 forderten neun junge muslimische Algerier als Reaktion auf die Loi Messimy im Manifeste Jeune Algérien an das Parlament in Paris rechtliche Gleichstellung durch Erlangung der französischen Staatsbürgerschaft und erklärten sich nur dann bereit, wie verlangt, Militärdienst für Frankreich zu leisten. Zu Beginn des Ersten Weltkriegs wurde Bône am Morgen des 4. August 1914 von der Breslau der Mittelmeerdivision beschossen. Die Goeben beschoss zeitgleich den Hafen von Philippeville. Der Zweite Weltkrieg hinterließ in Annaba einen britischen Soldatenfriedhof mit 888 Gräbern. 

### Vom Krieg zur Unabhängigkeit
Von 1954 bis 1962 währte der Algerienkrieg. In dieser Zeit gehörte die Stadt zum 1956 neu eingeteilten französischen Verwaltungsgebiet Wilaya 2. Zum Kriegsende verließen zahlreiche Europäer (Pied-noirs) Bône. Im September 1962 war die Stadt infolge deren Flucht halbleer. Verwaltung, Polizeiarbeit, Justizwesen, Schulwesen und viele wirtschaftliche Aktivitäten waren zum Erliegen gekommen.
Am 23. Juli 1964 explodierte der mit Munition beladene ägyptische Frachter Star of Alexandria im Hafen von Annaba. Bei dem Unfall starben über 100 Menschen und etwa 160 wurden verletzt; der Schaden wurde auf 20 Millionen US-Dollar geschätzt.
Während des Kalten Krieges besaß die sowjetische Marine ab 1966 mit dem Hafen von Annaba strategisch wichtige Ankerrechte, insonders für das sowjetische 5. Geschwader. Am 29. Juni 1992 wurde Muhammad Boudiaf in Annaba Opfer eines Attentats.

## Verkehr
Annaba liegt nahe an der Ost-West-Autobahn. Sie ist über die Nationalstraße 44 mit Tunis, Constantine und Algier verbunden, die auch ein Teilstück der Trans-African Highways bzw. des Kairo-Dakar-Highway bildet. Die N 16 stellt die Verbindung zu den südlichen Orten her. Von dem direkt neben dem Hafen liegenden Bahnhof fahren Züge nach Algier, Constantine und Biskra sowie seit August 2024 nach Tunesien. Der Hafen gehört zu den zehn wichtigsten Häfen Algeriens. Ro/Ro-Fähren fahren regelmäßig nach Marseille. Der Flughafen Annaba liegt 9 km südöstlich der Stadt. Neben algerischen Zielen gibt es Flüge nach Paris-Orly, Lyon und Marseille. Die Seilbahn Annaba verbindet den westlichen Stadtrand mit dem in 850 m Höhe auf dem Djebel Edough gelegenen Ort Seraïdi, das sonst nur über eine 13 km lange kurvenreiche Bergstraße erreichbar ist.

## Söhne und Töchter der Stadt
- Dominique Follacci (1879–19??), französischer Kunstturner
- Alphonse Juin (1888–1967), französischer Marschall
- Valentine Prax (1897–1981), französische Malerin und Ehefrau von Ossip Zadkine
- Marceau Fourcade (1905–??), französischer Ruderer
- Georges Tapie (1910–1964), französischer Ruderer
- Saïd Brahimi (1931–1997), algerisch-französischer Fußballspieler und -trainer
- Claude Jorda (* 1938), französischer Jurist
- Edwige Fenech (* 1948), italienische Filmschauspielerin
- Michèle Victory (* 1958), französische Politikerin
- Gilles-Éric Séralini (* 1960), Molekularbiologe
- Ilyes Chetti (* 1995), Fußballspieler

## Klimatabelle
|                       | Jan  | Feb  | Mär  | Apr  | Mai  | Jun  | Jul  | Aug  | Sep  | Okt  | Nov  | Dez  |   |      |
| Mittl. Tagesmax. (°C) | 15,7 | 16,6 | 18,6 | 20,3 | 23,4 | 26,9 | 29,9 | 30,5 | 28,7 | 24,6 | 20,9 | 16,9 | ⌀ | 22,8 |
| Mittl. Tagesmin. (°C) | 6,9  | 7,1  | 8,5  | 10,4 | 13,2 | 16,6 | 18,8 | 20,0 | 18,5 | 14,8 | 11,0 | 8,4  | ⌀ | 12,9 |
|                       |      |      |      |      |      |      |      |      |      |      |      |      |   |      |
| Niederschlag (mm)     | 107  | 78   | 53   | 46   | 30   | 14   | 2    | 9    | 34   | 76   | 94   | 113  | Σ | 656  |
|                       |      |      |      |      |      |      |      |      |      |      |      |      |   |      |
| Sonnenstunden (h/d)   | 4,5  | 5,8  | 6,4  | 6,8  | 8,4  | 10,0 | 11,3 | 10,2 | 8,3  | 6,5  | 5,1  | 4,4  | ⌀ | 7,3  |
|                       |      |      |      |      |      |      |      |      |      |      |      |      |   |      |
| Regentage (d)         | 11   | 10   | 10   | 7    | 6    | 2    | 1    | 2    | 4    | 8    | 10   | 10   | Σ | 81   |
|                       |      |      |      |      |      |      |      |      |      |      |      |      |   |      |
| Luftfeuchtigkeit (%)  | 77   | 76   | 75   | 76   | 76   | 74   | 69   | 72   | 73   | 74   | 76   | 78   | ⌀ | 74,7 |

| 6,9 |

| 7,1 |

| 8,5 |

| 10,4 |

| 13,2 |

| 16,6 |

| 18,8 |

| 20,0 |

| 18,5 |

| 14,8 |

| 11,0 |

| 8,4 |

| 6,9 |

| 7,1 |

| 8,5 |

| 10,4 |

| 13,2 |

| 16,6 |

| 18,8 |

| 20,0 |

| 18,5 |

| 14,8 |

| 11,0 |

| 8,4 |